# Rita Wagner
Rita Wagner (* 13. April 1958 in Schönecken) ist eine deutsche Politikerin (FDP). Von 2009 bis 2011 war sie Abgeordnete des rheinland-pfälzischen Landtags. 
Wagner machte 1977 ihr Abitur in Trier und absolvierte im Anschluss bis 1979 eine kaufmännische Lehre als Bürokauffrau. Danach studierte sie bis 1986 Betriebswirtschaft an der Universität Trier. Ab 1986 arbeitete sie bis zu ihrem Einzug in den Landtag als Marketing- und Verkaufsleiterin. Von 1996 bis 1999 absolvierte sie ein Fernstudium im Bereich Umweltschutz an der Universität Koblenz-Landau.
Wagner ist seit 1998 Mitglied der FDP und engagierte sich auf lokaler Ebene, bis sie 2009 für Stefanie Lejeune als Abgeordnete in den Landtag von Rheinland-Pfalz nachrückte. Dort war sie Mitglied im Ausschuss für Gleichstellung und Frauenförderung und im Petitionsausschuss. Bei der Landtagswahl 2011 wurde sie nicht wiedergewählt.

## Weblink
- Vita auf der Seite des Landtags (Seite nicht mehr abrufbar. Suche in Webarchiven)
- Rita Wagner bei Abgeordnetenwatch. Abgerufen am 5. Mai 2020.

| Personendaten    | Personendaten                   |
| ---------------- | ------------------------------- |
| NAME             | Wagner, Rita                    |
| KURZBESCHREIBUNG | deutsche Politikerin (FDP), MdL |
| GEBURTSDATUM     | 13. April 1958                  |
| GEBURTSORT       | Schönecken                      |